# Parapalta
Parapalta is een geslacht van vlinders van de familie spanners (Geometridae), uit de onderfamilie Larentiinae.

## Soorten
- P. aurifera Warren, 1903
- P. semiviridis Joicey & Talbot, 1917